# جایزه روبان آبی
جایزه روبان آبی (به ژاپنی: ブルーリボン賞 Burū Ribon Shō) جوایزی مخصوص فیلم است که صرفاً توسط منتقدان فیلم و نویسندگانی که در توکیو، ژاپن هستند، اهدا می‌شود. جوایز در سال ۱۹۵۰ توسط انجمن روزنامه نگاران روزنامه نگاران فیلم توکیو برقرار شد (東京映画記者会 Tōkyō Eiga Kishakai) که از خبرنگاران فیلم از هفت روزنامه ورزشی مستقر در توکیو تشکیل شده‌است.

## رده‌ها
در زیر رده‌هایی آورد شده‌است:
- جایزه روبان آبی بهترین فیلم
- جایزه روبان آبی برای بهترین هنرپیشه مرد
- جایزه روبان آبی برای بهترین هنرپیشه زن
- بهترین هنرپیشه مرد نقش مکمل
- بهترین هنرپیشه زن نقش مکمل
- بهترین کارگردان
- Best Foreign Film
- Best Newcomer
- Best Screenplay
- Best Cinematography
- Special Award